# Беслер, Ник
Ник Беслер (англ. Nick Besler; 7 мая 1993, Оверленд-Парк, Канзас, США) — американский футболист, полузащитник.

## Биография
Ник Беслер — младший брат Мэтта Беслера.
В 2011—2014 годах Беслер обучался в Колледже бизнеса Мендозы Университета Нотр-Дам по специальности «Управленческий консалтинг» и выступал за университетскую футбольную команду «Нотр-Дам Файтинг Айриш». В Национальной ассоциации студенческого спорта сыграл 72 матча, забил два мяча и отдал пять результативных передач. В сезоне 2012 был включён в третью символическую сборную Конференции Big East. В сезоне 2013 был включён в первую символическую сборную Конференции атлантического побережья и помог «Файтинг Айриш» выиграть Кубок колледжей. В сезоне 2014 был включён в первую символическую сборную Конференции атлантического побережья и во вторую всеамериканскую символическую сборную.
5 января 2015 года Беслер подписал контракт с MLS. 15 января на Супердрафте MLS 2015 Беслер был выбран в первом раунде под общим пятым номером клубом «Портленд Тимберс». 29 марта он был заявлен в «Портленд Тимберс 2», фарм-клуб «Портленд Тимберс» в USL. В тот же день дебютировал на профессиональном уровне в матче Т2 против «Реал Монаркс». 16 декабря Беслер перезаключил контракт с «Портленд Тимберс» на сезон 2016. 26 марта 2016 года в матче «Портленд Тимберс 2» в стартовом туре сезона против «Своуп Парк Рейнджерс» забил свой первый гол в профессиональной карьере. По окончании сезона 2016 «Портленд Тимберс» отклонил опцию продления контракта Беслера.
2 января 2017 года Беслер подписал контракт с «Реал Монаркс», фарм-клубом «Реал Солт-Лейк» в USL. Был выбран капитаном команды. Свой дебют за «Реал Монаркс», 25 марта в матче стартового тура сезона 2017 против своего бывшего клуба «Портленд Тимберс 2», отметил голом. 14 июня дебютировал за «Реал Солт-Лейк» в матче четвёртого раунда Открытого кубка США 2017 против клуба USL «Сакраменто Рипаблик». 24 августа Беслер подписал контракт с «Реал Солт-Лейк». В MLS дебютировал 21 апреля 2018 года в матче против «Колорадо Рэпидз», выйдя в стартовом составе РСЛ на позиции центрального защитника. 18 октября в матче против «Нью-Инглэнд Революшн» забил свой первый гол в MLS. 3 июля 2020 года Беслер продлил контракт с «Реал Солт-Лейк». По окончании сезона 2022 «Реал Солт-Лейк» отклонил опцию продления контракта Беслера.

## Достижения
Командные
 «Реал Монаркс»
- Победитель регулярного чемпионата USL: 2017

## Статистика выступлений
| Выступление        | Выступление      | Выступление      | Лига | Лига | Плей-офф | Плей-офф | Кубок | Кубок | Континент | Континент | Итого | Итого |
| Клуб               | Лига             | Сезон            | Игры | Голы | Игры     | Голы     | Игры  | Голы  | Игры      | Голы      | Игры  | Голы  |
| ------------------ | ---------------- | ---------------- | ---- | ---- | -------- | -------- | ----- | ----- | --------- | --------- | ----- | ----- |
| Портленд Тимберс   | MLS              | 2015             | 0    | 0    | 0        | 0        | 0     | 0     | —         | —         | 0     | 0     |
| Портленд Тимберс   | MLS              | 2016             | 0    | 0    | —        | —        | 0     | 0     | 0         | 0         | 0     | 0     |
| Портленд Тимберс   | Итого            | Итого            | 0    | 0    | 0        | 0        | 0     | 0     | 0         | 0         | 0     | 0     |
| Портленд Тимберс 2 | USL              | 2015             | 25   | 0    | —        | —        | 1     | 0     | —         | —         | 26    | 0     |
| Портленд Тимберс 2 | USL              | 2016             | 24   | 1    | —        | —        | —     | —     | —         | —         | 24    | 1     |
| Портленд Тимберс 2 | Итого            | Итого            | 49   | 1    | —        | —        | 1     | 0     | —         | —         | 50    | 1     |
| Реал Монаркс       | USL              | 2017             | 30   | 3    | 1        | 0        | —     | —     | —         | —         | 31    | 3     |
| Реал Монаркс       | USL              | 2018             | 4    | 1    | —        | —        | —     | —     | —         | —         | 4     | 1     |
| Реал Монаркс       | MLS Next Pro     | 2022             | 1    | 0    | —        | —        | —     | —     | —         | —         | 1     | 0     |
| Реал Монаркс       | Итого            | Итого            | 35   | 4    | 1        | 0        | —     | —     | —         | —         | 36    | 4     |
| Реал Солт-Лейк     | MLS              | 2017             | 0    | 0    | —        | —        | 1     | 0     | —         | —         | 1     | 0     |
| Реал Солт-Лейк     | MLS              | 2018             | 22   | 1    | 1        | 0        | 1     | 0     | —         | —         | 24    | 1     |
| Реал Солт-Лейк     | MLS              | 2019             | 17   | 1    | 0        | 0        | 0     | 0     | 1         | 0         | 18    | 1     |
| Реал Солт-Лейк     | MLS              | 2020             | 12   | 0    | —        | —        | —     | —     | —         | —         | 12    | 0     |
| Реал Солт-Лейк     | MLS              | 2021             | 27   | 0    | 1        | 0        | —     | —     | —         | —         | 28    | 0     |
| Реал Солт-Лейк     | MLS              | 2022             | 11   | 0    | 1        | 0        | 1     | 0     | 1         | 0         | 14    | 0     |
| Реал Солт-Лейк     | Итого            | Итого            | 89   | 2    | 3        | 0        | 3     | 0     | 2         | 0         | 97    | 2     |
| Всего за карьеру   | Всего за карьеру | Всего за карьеру | 173  | 7    | 4        | 0        | 4     | 0     | 2         | 0         | 183   | 7     |

Источники: Transfermarkt, Soccerway, Football Database EU.